# Le Confort et l'Indifférence
Pour plus de détails, voir Fiche technique et Distribution.
Le Confort et l'indifférence est un film documentaire québécois réalisé par Denys Arcand, sorti en 1981. 
Sous forme de documentaire, il marque le passage entre la période plus formaliste et la période plus normée du cinéaste. C'est sa première œuvre dans laquelle apparaît la figure de l'intellectuel cynique (Machiavel).  
Le film présente la déception des élites intellectuelles nationalistes devant l'absence de désir nationaliste de la population, population que le film présente à la fois comme amollie par le confort nord-américain et victime du contrôle par l'argent et par Ottawa. Le film est, dans certaines scènes, annonciateur de la figure populaire d'Elvis Gratton. 
Le film est l'occasion d'un retour sur certains moments de l'œuvre d'Arcand et du cinéma direct, avec la présence de certains protagonistes de films importants, tournés pendant les années 1960 et les années 1970, de l'ONF.

## Synopsis
Le Confort et l'indifférence est un documentaire sur le Québec mais aussi un éditorial cinématographique à l’occasion du référendum de mai 1980 sur la souveraineté-association. Denys Arcand choisit de traiter la défaite référendaire du Parti québécois au-delà de son contexte local pour la confronter au jugement de l'Histoire.  On retrouve en pointillés dans le documentaire des critiques exprimées sous la forme de citations de l'œuvre de Machiavel. Les promesses faites par les politiciens de l'époque sont juxtaposées aux diverses opinions du peuple sur la question de la souveraineté et de ses conséquences.

## Fiche technique
- Réalisation : Fred Cavayé, Denys Arcand
- Montage : Benjamin Weill, Pierre Bernier
- Scénario : Fred Cavayé, Guillaume Lemans, Roger Frappier, Jean Dansereau
- Production : Jean Dansereau
- Photographie : Alain Duplantier, Alain Dostie
- Musique : Klaus Badelt
- Pays : Canada
- Distributeur : ONF
- Genre : Documentaire
- Durée : 109 min
- Année : 1981
- Site officiel: https://www.onf.ca/film/confort_et_lindifference/

## Distribution
| Comédien - Jean-Pierre Ronfard : Nicolas Machiavel Camp du oui - Maurice Chaillot (Jardinier de Montréal) - Irène Fournaris - Gérald Godin - Hauris et Monique Lalancette (Agriculteurs) - Bernard Landry - Louis Lebeau (Ébéniste de Daveluyville) - Jacques Lemieux (Ébéniste de Saint-Jérusalem) - René Lévesque - Claude Morin | Camp du non - Monique Bégin - Pierre Brodeur - Jean Chrétien - Paul Desmarais - Émile Genest - Ronald Jones - Réal Laflamme (Agriculteur de Sainte-Rosalie) - Thérèse Laramé (Cinémathécaire) - Jean Marchand - Claude Ryan - Camil Samson - Michelle Tisseyre - Pierre Trudeau - Irène Typaldos (Travailleuse sociale) | Autres - Raymond Barre - Jean Drapeau - Valéry Giscard d’Estaing - Reine Élisabeth II - Michel Rivard (Candidat du parti Rhinocéros, séquence d’archives) Séquence du match de boxe - Reggie Chartrand (Camp du oui) - André Beauchamp (Camp du non) - Roméo Pérusse (Annonceur) - Jean-Claude Leclerc (Arbitre) Séquence de la parade de la Coupe Stanley - Réjean Houle - Guy Lafleur - Guy Lapointe - Larry Robinson - Serge Savard - Mario Tremblay |